# 布雷托诺医院

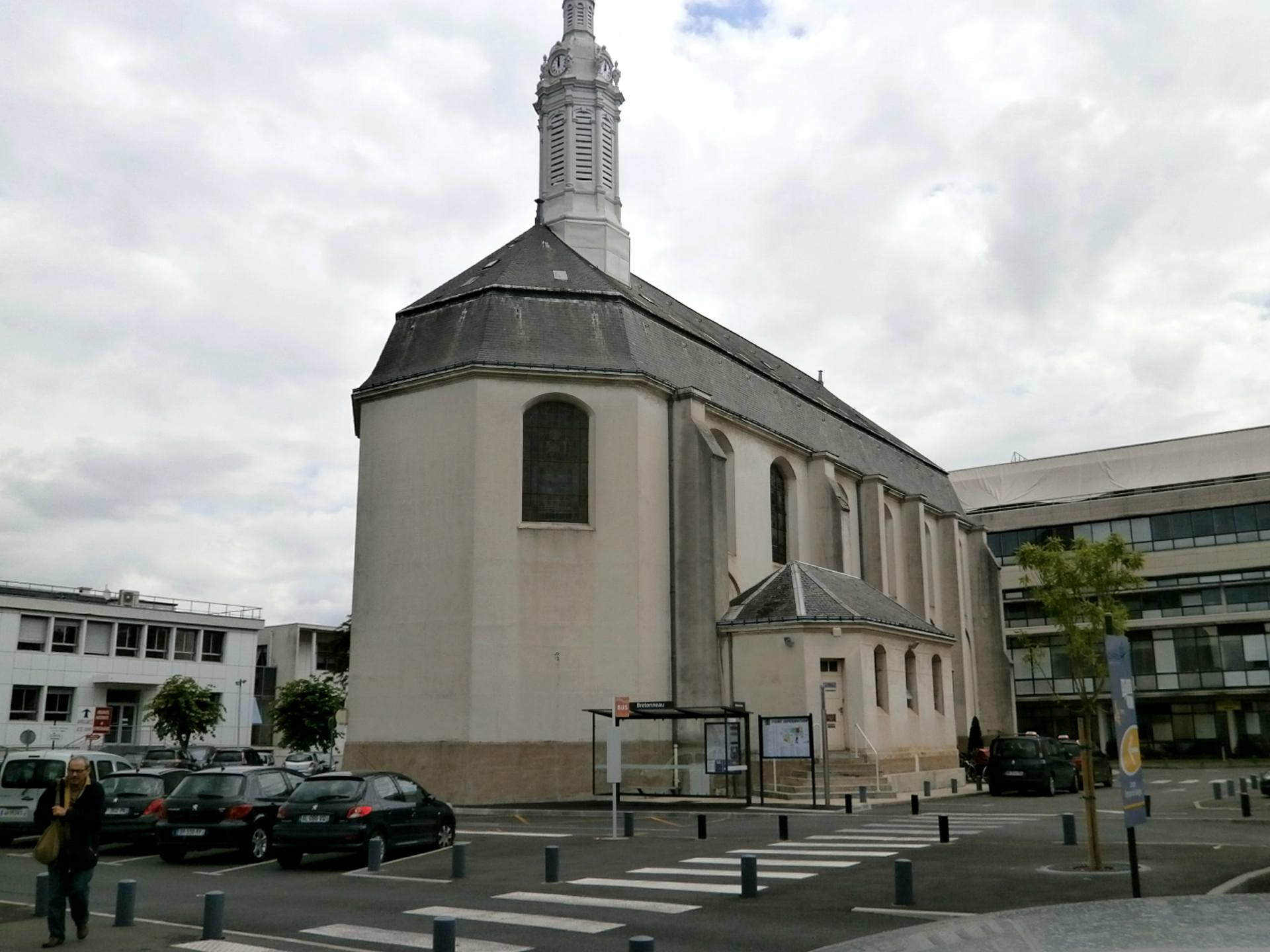
医院礼拜堂

布雷托诺医院（Hôpital Bretonneau）是法国图尔的一座医院，属于图尔大学，其历史建筑礼拜堂，以及原军医院的立面和屋顶于1992年10月21日，列为法国历史古迹。
布雷托诺医院位于图尔的西部，占地15公顷。它创建于1530年，以应付鼠疫，霍乱等疫情。